# Tacx Pro Classic
Das Tacx Pro Classic ist ein niederländisches Straßenradrennen. Bis 2007 wurde es unter dem Namen OZ Wielerweekend (dt. OZ Radsportwochenende) ausgetragen und von 2008 bis 2011 unter dem Namen Delta Tour Zeeland und von 2012 bis 2015 unter Ronde van Zeeland Seaports.
Das Rennen wurde 1988 zum ersten Mal ausgetragen und findet seitdem jährlich im Juni statt. Austragungsort ist die niederländische Region Zeeuws Vlaanderen, weswegen das Rennen auch Zeeuws Wielerweekend genannt wird. Seit 2005 zählt das Etappenrennen zur UCI Europe Tour und ist in die Kategorie 2.2 eingestuft. Rekordsieger ist der Niederländer Rick Flens, der das Rennen schon zweimal für sich entscheiden konnte.
2012 wurde das Rennen unter dem Namen Ronde van Zeeland Seaports als Eintagesrennen in der Kategorie 1.1 ausgetragen.

## Sieger

### Tacx Pro Classic
- 2019  Dylan Groenewegen
- 2018  Peter Schulting
- 2017  Timo Roosen

### Ronde van Zeeland Seaports
- 2015  Iljo Keisse
- 2014  Theo Bos
- 2013  André Greipel
- 2012  Reinardt Janse van Rensburg

### Delta Tour Zeeland
- 2011  Marcel Kittel
- 2010  Tyler Farrar
- 2009  Tyler Farrar
- 2008  Christopher Sutton

### OZ Wielerweekend
| - 2007 Tom Veelers - 2006 Niki Terpstra - 2005 Rick Flens - 2004 Thijs Al - 2003 Rick Flens - 2002 Jens Mouris | - 2001 Kevin Van Impe - 2000 Angelo van Melis - 1999 Jans Koerts - 1998 Andreas Walzer - 1997 Bert Roesems - 1996 Wilco Zuijderwijk - 1995 Daniel van Elven | - 1994 Marcel Vegt - 1993 Steffen Blochwitz - 1992 Patrick van Dijken - 1991 Remco Startman - 1990 Patrick Rasch - 1989 Angel Polvorosa - 1988 Joost van Adrichem |